# 고경화
고경화(高京華, 1962년 7월 18일 ~ )는 대한민국의 정치인이다. 17대 국회에서 한나라당 비례대표를 지냈다. 18대 선거에서 구로구을에 출마했지만 박영선에 밀려 낙선하였다.

## 학력
- 서울마포초등학교
- 창덕여자중학교
- 서울여자고등학교
- 이화여자대학교 영어영문학과 학사
- 이화여자대학교 대학원 사회복지학과 석사
- 이화여자대학교 대학원 사회복지학과 박사과정 수료

## 경력
- 한나라당 여성국장 직무대리
- 한나라당 보건복지수석전문위원
- 한나라당 여성정책위원회 수석전문위원
- 국회 정책연구위원(1급)
- 한나라당 인사위원회, 결식아동대책위원회, 국민연금 T/F팀, 저출산 고령화사회대책 T/F팀 위원, 먹거리안전 T/F팀 위원장
- 국회 보건복지위원회, 여성위원회 위원
- 공직후보자추천심사위원회 위원
- 한나라당 제6정책조정위원회 위원장
- 17대 대선 이명박대통령후보 중앙선대위 일류국가비전위원회 보건복지위원장
- 한국보건산업진흥원장

## 역대 선거 결과
|  | 35.76% |

|  | 40.18% |